# Осада Веракруса
Осада Веракруса (Siege of Veracruz) — осада американской армией мексиканской крепости и порта Веракрус во время американо-мексиканской войны. Она длилась с 9 по 29 марта 1847 года и началась с масштабной десантной операции американской армии. После 20 дней сопротивления мексиканская армия подписала капитуляцию, и американская армия начала марш на Мехико. Осада Веракруса была первым сражением кампании Уинфилда Скотта против Мехико и первым боевым действием в карьере будущего генерала Роберта Ли.

## Предыстория
В начале американо-мексиканской войны американская армия под командованием Закари Тейлора провела несколько успешных кампаний в Северной Мексике, но эти успехи не дали политического результата. Мексика не шла на переговоры и готовилась к продолжению войны. Администрация президента Полка очень рано поняла, что для принуждения Мексики к миру требуется нанести удар непосредственно по столице, и такое наступление возможно только со стороны Веракруса, однако никто не знал, хватит ли у американской армии сил для штурма Веракруса. Некоторые считали такую атаку слишком опасной — так думал, например, британский посол в США Ричард Пакенхэм, который одно время был британским послом в Мексике. Только 22 октября 1846 года было принято решение о нападении на Веракрус и в этой связи Тейлору было приказано приостановить операции в Северной Мексике. По первоначальному плану предполагалось взять Веракрус, но не предпринимать наступления на Мехико. И президент, и госсекретарь Бьюкенен считали последующее наступление нежелательным.
18 ноября, после длительных колебаний, командиром веракрусской экспедиции был назначен генерал Уинфилд Скотт. Скотт решил, что для захвата Веракруса потребуется 10 000 человек, но был готов начать боевые действия, имея всего 8 000 человек. Часть войск предполагалось забрать из армии Тейлора которому 25 ноября Скотт написал письмо с подробными объяснениями. 30 ноября Скотт покинул Нью-Йорк, в январе встретил дивизию генерала Уорта на острове Бразос, а в феврале прибыл в Тампико, где к нему присоединились дивизии Паттерсона и Китмана.
По плану кампании, который разработал Скотт и другие официальные лица в Вашингтоне, предстояло высадить десант на побережье Мексики, захватить порт и крепость Веракрус, и начать наступление по суше на Мехико. Мексиканское командование знало об этих планах, но из-за неразберихи в правительстве подкрепления так и не успели отправить.
15 февраля 1847 года, когда подготовка к кампании была завершена, Скотт отбыл с базы на реке Бразос в Тампико, где 6 000 солдат были погружены на транспорты. Оттуда 20 февраля Скотт отправился к острову Лобос, куда прибыл 21 февраля. 22 февраля был торжественно отмечен день рождения Джорджа Вашингтона. Только 25 февраля удалось высадить солдат и матросов на остров. 3 марта армия и флот были окончательно готовы и 3 марта Скотт отправился к Веракрусу. Главнокомандующий находился на пароходе USS Massachusetts, который шёл в голове колонны.

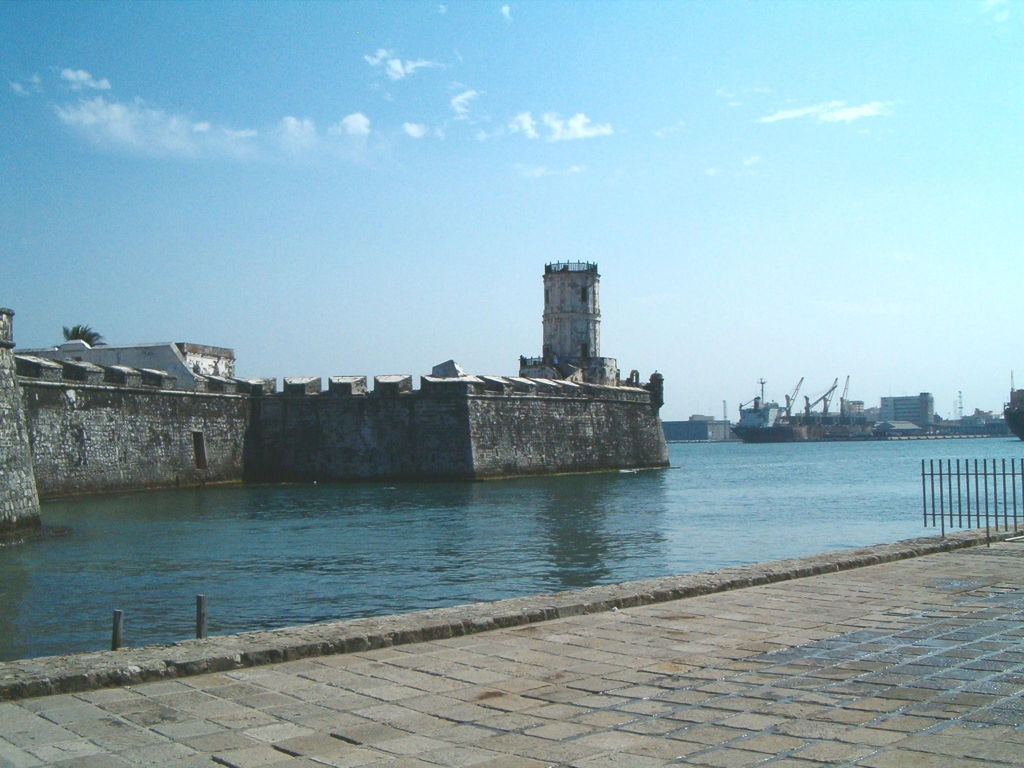
Замок Сан-Хуан-Д’Улуа (2004)

5 марта флот прибыл к Веракрусу, порт которого был уже давно блокирован американским флотом. 7 марта Скотт вместе со своим штабом встретил коммодора Дэвида Коннера, который уже давно изучал укрепления Веракруса и прилегающую местность. Коннор предложил провести совместную рекогносцировку и офицеры (в их числе капитан Роберт Ли и лейтенант Джордж Мид, Джозеф Джонстон и Пьер Борегар) взошли на борт парохода Petrita. Когда пароход проходил мимо замка Сан-Хуан-Д’Улуа, он оказался всего в паре километров от крепостных орудий и те открыли по пароходу огонь. Джордж Мид потом говорил, что Скотт пошёл на бессмысленный риск, приблизившись так близко к замку. Одно случайное попадание могло вывести пароход из строя, а ещё два удачных попадания сразу же положили бы конец всей экспедиции.
Историк Джон Эйзенхауэр так же писал, что гибель парохода могла не только сорвать кампанию, но и повлиять на ход будущей Гражданской войны: на борту в тот момент находились многие будущие командиры Север и Юга.
В ходе рекогносцировки Скотт пришёл к тому же мнению, что и Коннер ранее: десантирование лучше всего осуществить на пляже в 5 километрах южнее Веракруса, напротив острова Сакрифисиос. Остров при этом прикрывал бы корабли от опасного северного ветра. Скотт решил начать операцию уже 8 марта, но непогода заставила его отложить десантирование на утро 9 марта.

## Укрепления Веракруса

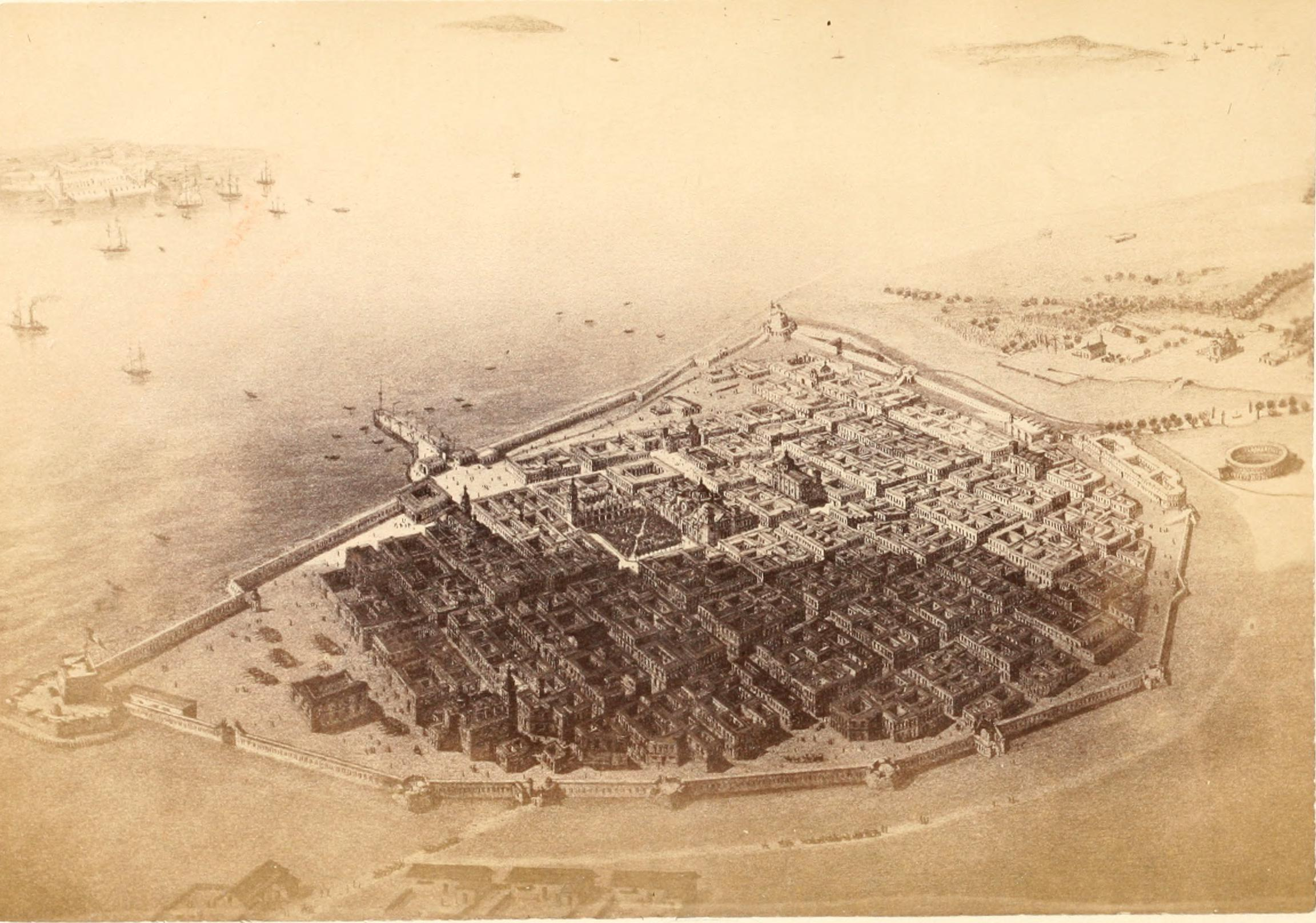
Веракрус в XIX веке (вид с севера).

Веракрус представлял собой старинный испанский город с населением 12 000 человек, окружённый каменной стеной. Он стоял на морском берегу и был окружён песчаной равниной. На южной оконечности города находился форт Сантьяго, вооружённый несколькими тяжёлыми орудиями. На северной оконечности находился форт Консепсьон. Эти форты были соединены стеной, усиленной реданами и люнетами. Эта стена была тонкой, и её легко можно было повредить ломовыми орудиями, но зато была серьёзным препятствием для пехоты. Укрепления не имели рва, или же он был уже давно занесён песком. Стена так же не имела никаких внешних укреплений, но перед бастионами и реданами находились заросли кактусов, которые могли быть серьёзной проблемой для пехоты. Стена и бастионы имели 86 орудий, 8 тяжёлых мортир и 6 8-дюймовых береговых гаубиц
Веракрус в то время считался самой мощной крепостью Нового Света. Бригадный генерал Хуан Эстебан Моралес командовал гарнизоном в 3 360 человек, которые размещались в трех фортах:
В этих двух фортах размещались около 3 000 человек и 89 орудий. Это были 2-й и 8-й пехотные полки, 3-й легкопехотный полк, часть 11-го полка, саперы и служащие флота. Кроме этого, существовал форт Сан-Хуан-Д’Улуа, расположенный в море на рифе Галлега. Генерал Хосе Дюран командовал здесь 1 030 солдатами и 135 орудиями. Это были батальоны Пуэбла и Хамильтепек, роты батальонов Такспан, Тампико и Альвардо.

## Десантирование
Ранним утром американский флот подошёл к острову Сакрифисио. На тот момент практически все регулярные войска находились в составе дивизии Уильяма Уорта, и поэтому именно эта дивизия должна была первой высаживаться на берег. За ней следовала дивизия Паттерсона и затем дивизия Твиггса.

## Осада
Вечером 10 марта генерал Скотт сошёл на берег со своим штабом и разместился во временной штаб-квартире наскоро построенной из нескольких палаток. В тот же день он объехал вокруг Веракруса, изучив его укрепления. Крепость показалась ему очень серьёзной, особенно форт Улуа. В 1838 году он был взят французами и американский матрос Дэвид Фаррагут успел изучить его состояние. Форт показался ему слабым, поскольку был построен из мягкого ракушечника, но Скотт полагал, что с тех пор форт был усилен, перестроен, и количество его орудий было удвоено. В самом городе, по мнению Скотта, было около 5000 военных. Живой силы противника генерал не опасался, но сомневался, что сможет имеющимися средствами повредить городские стены.

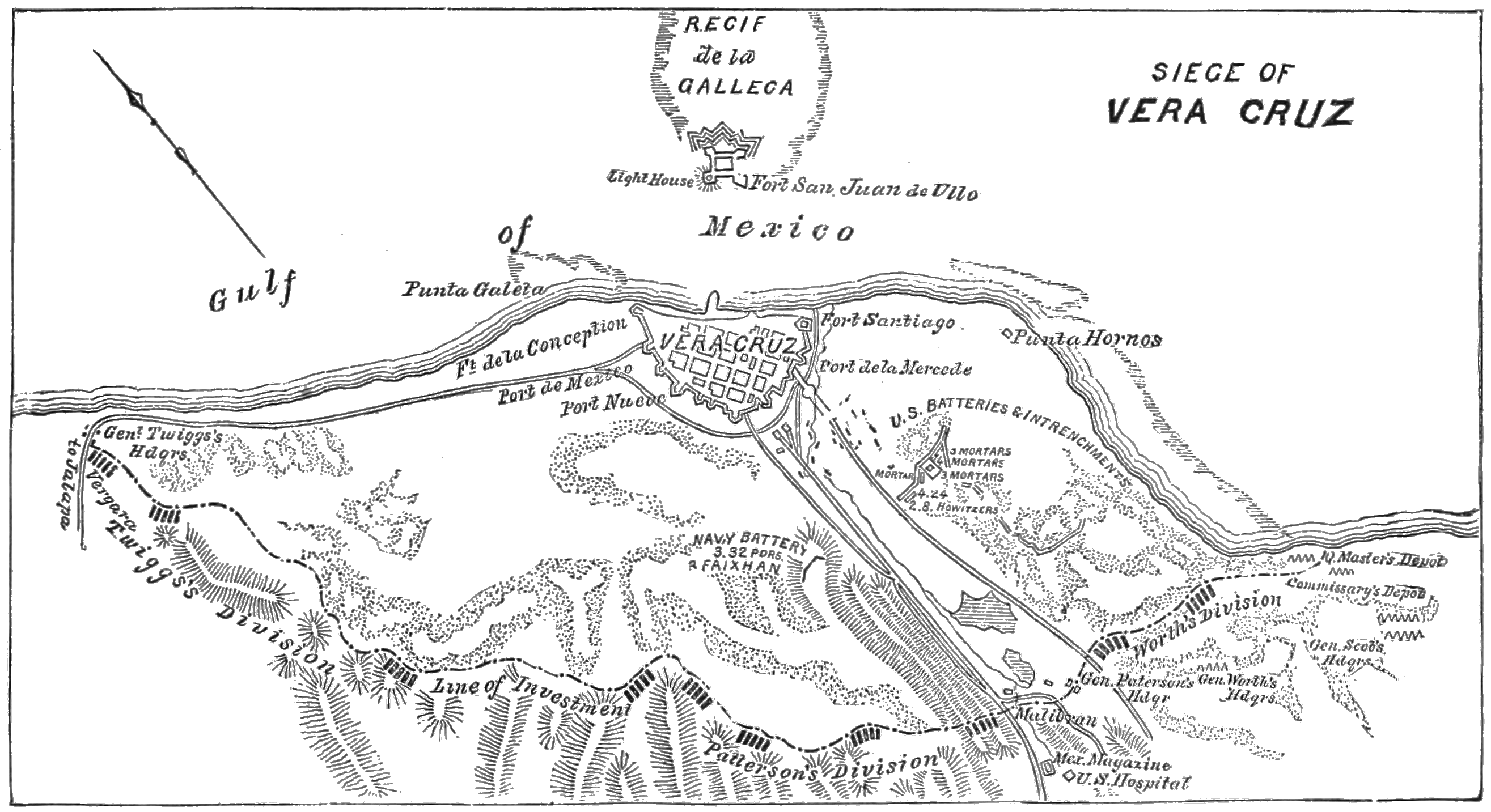
Осада Веракруса

После рекогносцировки Скотт собрал штабных офицеров и спросил, стоит ли брать город штурмом, или же надо начинать правильную осаду. Сам он высказался за осаду. Штаб поддержал этот план. 17 марта на берег были доставлены все необходимые инструменты и начались работы по возведению осадной батареи. Однако, Скотт решил, что армейских орудий будет недостаточно и приказал капитану Роберту Ли соорудить ещё одну батарею, где надлежало разместить 6 морских орудий. Ли начал строить батарею в 700 метрах от мексиканских укреплений, старательно маскируя все строительные работы. 22 марта начали перетаскивать морские орудия с моря до "морской батареи". Каждое орудие весило 2850 килограмм и его надо было перетащить по пескам на расстояние 5 километров. К каждому орудию была приставлена команда с того корабля, где оно было взято. Командой с корабля Mississippi командовал Сидни Смит Ли, брат Роберта Ли.

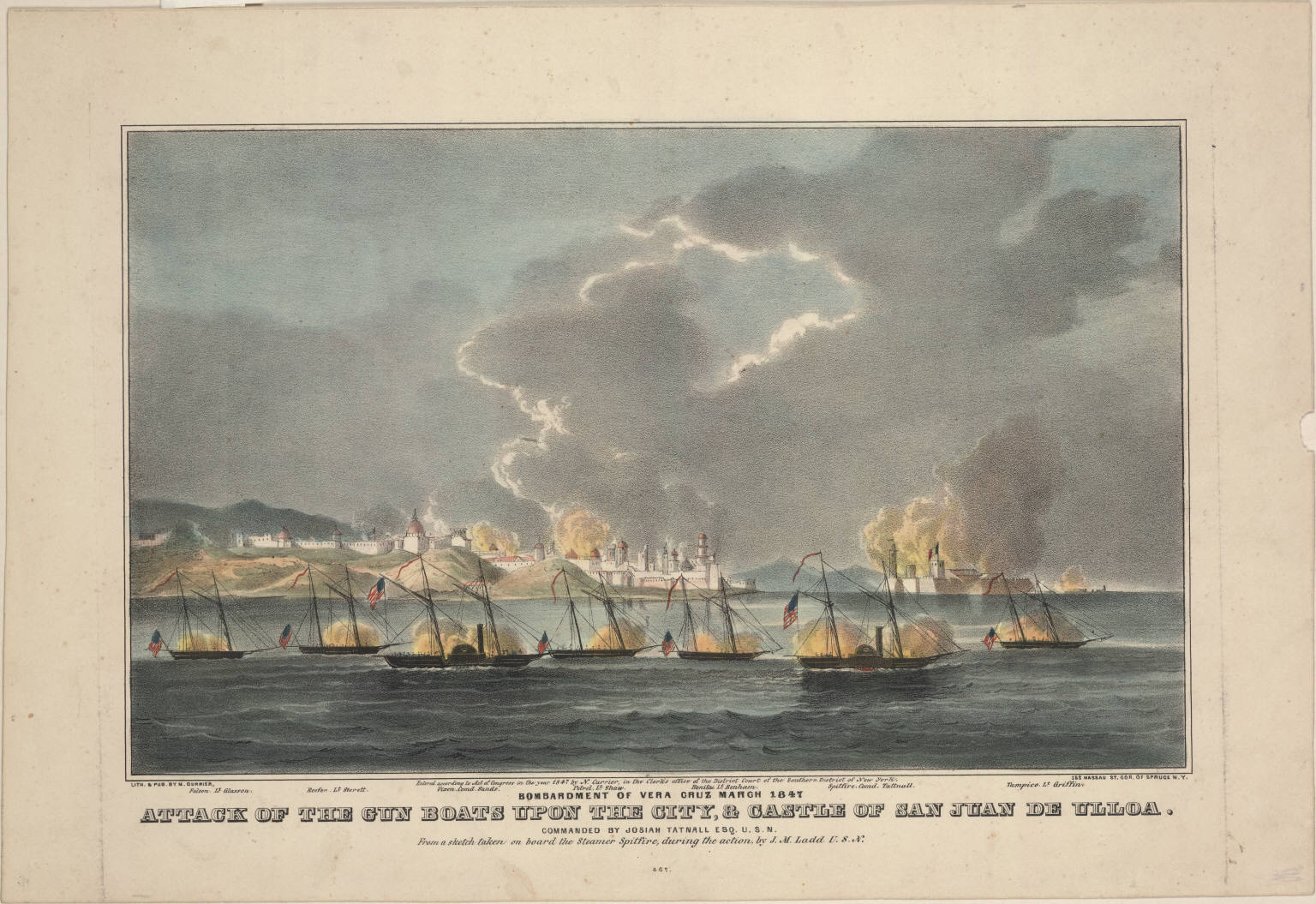
Морская бомбардировка Веракруса

22 марта Скотт предложил Моралесу сдаться, но тот отказался. Тогда в 16:15 армейские батареи открыли огонь, к которому присоединился "Москитный флот" командора Джошуа Татналла (в 17:45). В дело были пущены так же ракеты Колгрива. Совместный огонь батареи и флота заставил мексиканцев оставить форт Сантьяго.
Армейские орудия обстреливали город около двух дней. Им удалось нанести городу некоторый урон, но они не повредили существенно городские стены. Только на рассвете 24 марта была готова "морская батарея" и в то же утро мексиканцы заметили её и начали обстрел. В 10:00 Роберт Ли приказал начать бомбардировку. Она длилась до 16:00, и за это время удалось сбить мексиканский флаг и дважды заставить замолчать тяжёлую батарею, известную как "Красный форт". "Морская батарея" прекратила огонь, когда полностью израсходовала боеприпасы, после чего команды вернулись на корабли, а им на смену пришли новые. Среди этой новой смены находился первый лейтенант Рафаэль Семмс.
До восхода 25 марта Ли привёл батарею в порядок и перестрелка возобновилась. Её предполагалось продолжить с утра 26 марта, но в то утро стало известно, что мексиканцы готовы капитулировать.

### Капитуляция
Скотт начал разрабатывать планы штурма города, когда 25 марта мексиканцы попросили прекратить огонь, чтобы эвакуировать женщин и детей. Скотт сказал, что пойдёт на переговоры только тогда, когда город подпишет капитуляцию. Той же ночью Моралес созвал военный совет, который высказался за капитуляцию. Не желая принимать ответственность за таковую, Моралес покинул пост главнокомандующего, передав его генералу Хосе Хуану Ландеро.
26 марта в 08:00 было объявлено перемирие и начались переговоры о капитуляции, которые завершились 27 марта. По условиям капитуляции мексиканцы должны выйти из города, сложить оружие и пройти процедуру условного освобождения. Город и его оружие переходил в руки США. Замок Улуа, его гарнизон и орудия так же подлежали капитуляции — что весьма обрадовало американскую сторону, которая не была уверена в удачном исходе осады замка ввиду нехватки необходимого для этого количества орудий.
29 марта мексиканское командование сдало укрепления Веракруса и форта Улуа. В тот же день американский флаг был поднят над фортом Улуа.

## Последствия
Санта-Анна назвал сдачу Веракруса «постыдной капитуляцией». Быстрый и с небольшими потерями захват Веракруса устранил важное препятствие для продвижения американской армии к Мехико. Обрадованный Скотт оставил небольшой гарнизон в Веракрусе и отправился вглубь страны, его первой целью стала Халапа. Таким образом, падение Веракруса привело к сражению с мексиканской армией при Серро-Гордо.